# Histoire militaire de Cuba
L'histoire militaire de Cuba commence par la conquête espagnole de l'île et s'enchaîne par les batailles pour acquérir l'indépendance. Depuis la révolution de 1959 par Fidel Castro, Cuba a été impliquée dans des conflits importants de la guerre froide en Afrique et en Amérique latine où elle a soutenu les gouvernements marxistes et les rebelles qui se sont opposés aux alliés des États-Unis.

## La guerre des Dix Ans
La guerre des Dix Ans (1868-1878) était la première de trois guerres que Cuba a enduré pour son indépendance vis-à-vis de l'Espagne. Elle a commencé le 10 octobre 1868, quand Carlos Manuel de Cespedes (1819-1874), riche propriétaire terrien, a libéré ses esclaves et a fondé une armée. La guerre s'est terminée par la victoire des Espagnols et le pacte de Zanjón.

## Guerre d'indépendance cubaine
La guerre d'indépendance cubaine fut le dernier grand soulèvement des nationalistes cubains contre le gouvernement colonial espagnol. Le conflit aboutira à l'intervention américaine pendant la guerre hispano-américaine.

### Guerre hispano-américaine
La guerre hispano-américaine est un conflit important dans la lutte contre l'hégémonie espagnole à Cuba, à Porto Rico, et aux Philippines. Il a commencé avec le naufrage de l'USS Maine dans le port de La Havane le 15 février 1898. Les rebelles cubains ont combattu à côté des troupes américaines pendant les batailles principales. La guerre a duré dix semaines.

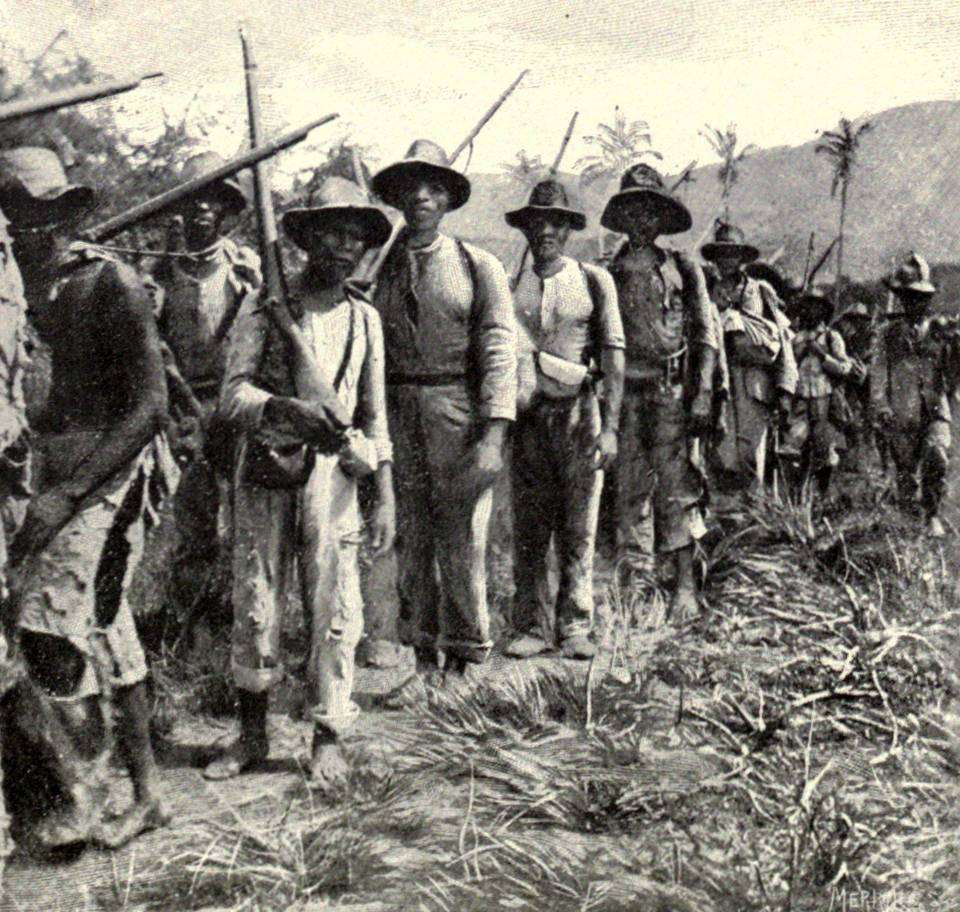
Soldats cubains en 1898.
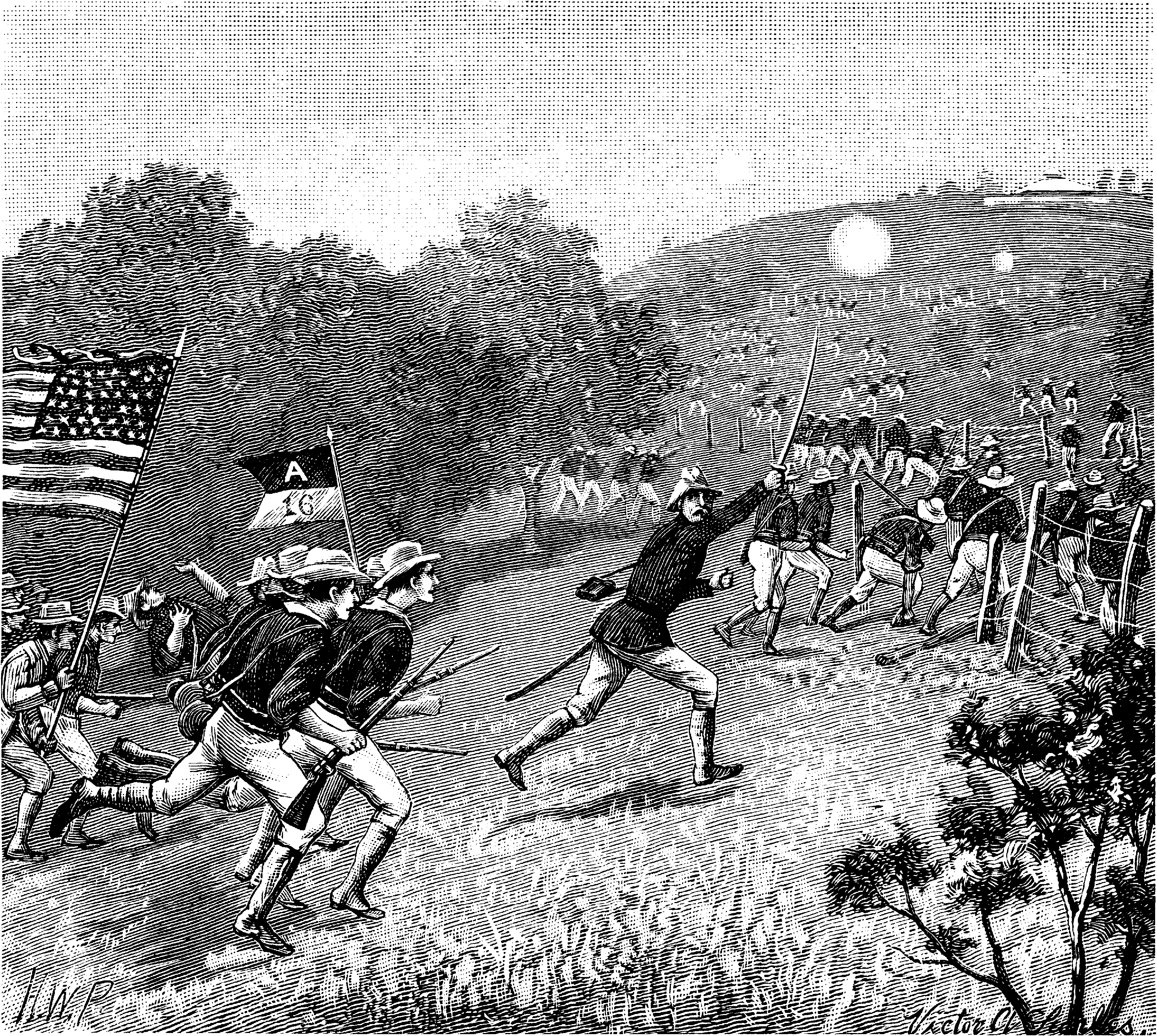
Attaque de San Juan Hill.
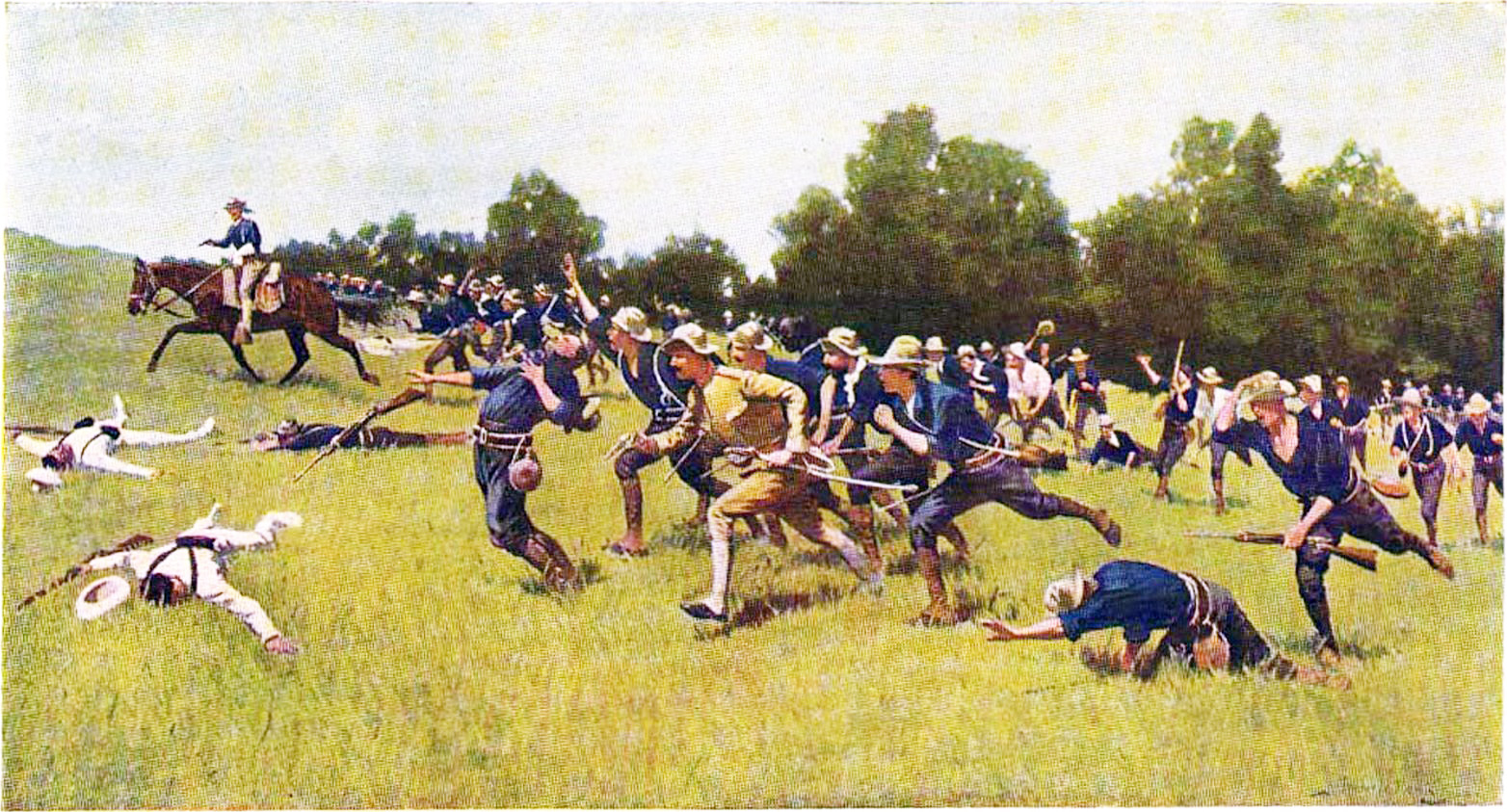
Attaque des Rough Riders à San Juan Hill.
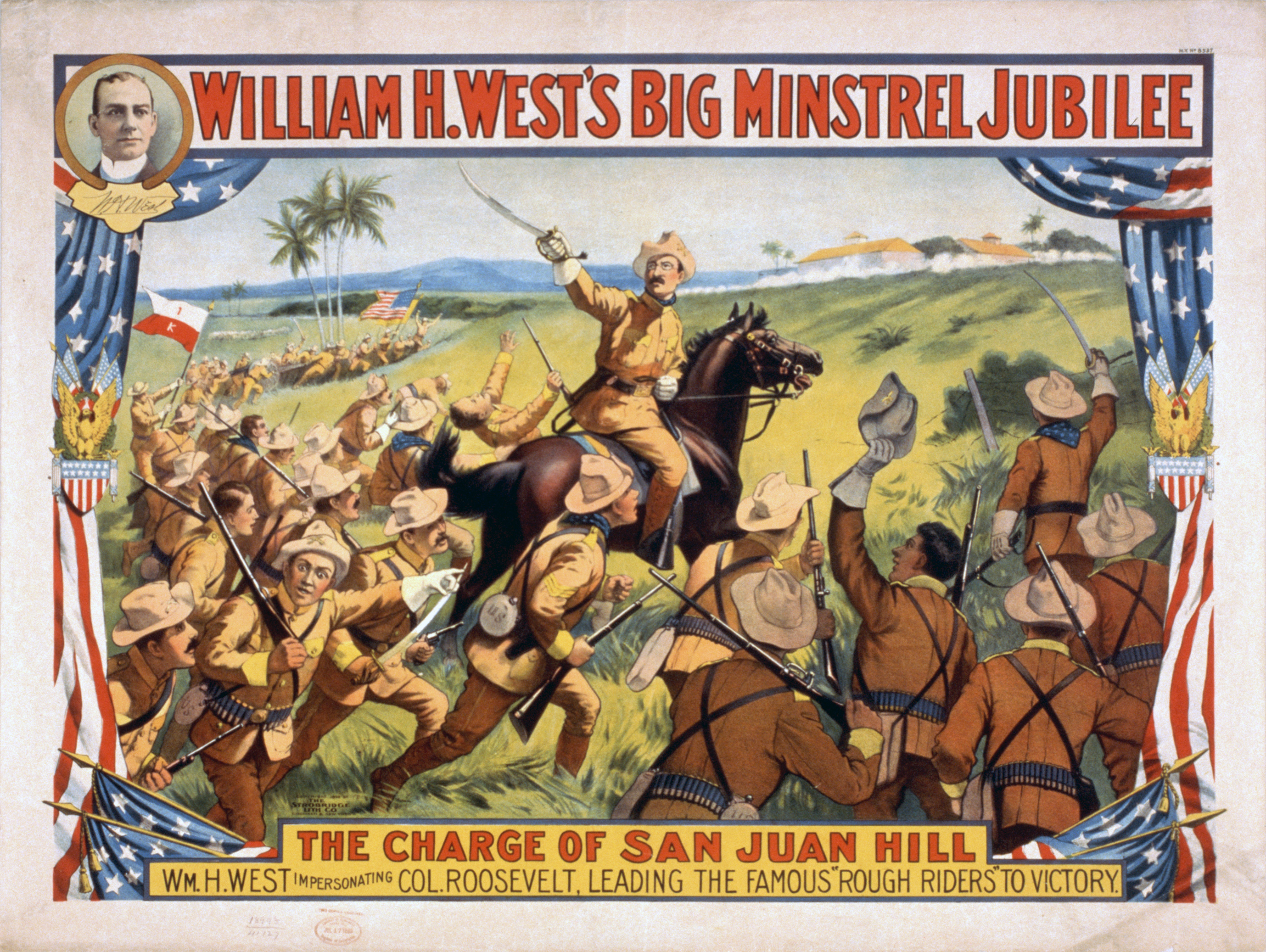
Reproduction de la charge de San Juan Hill.
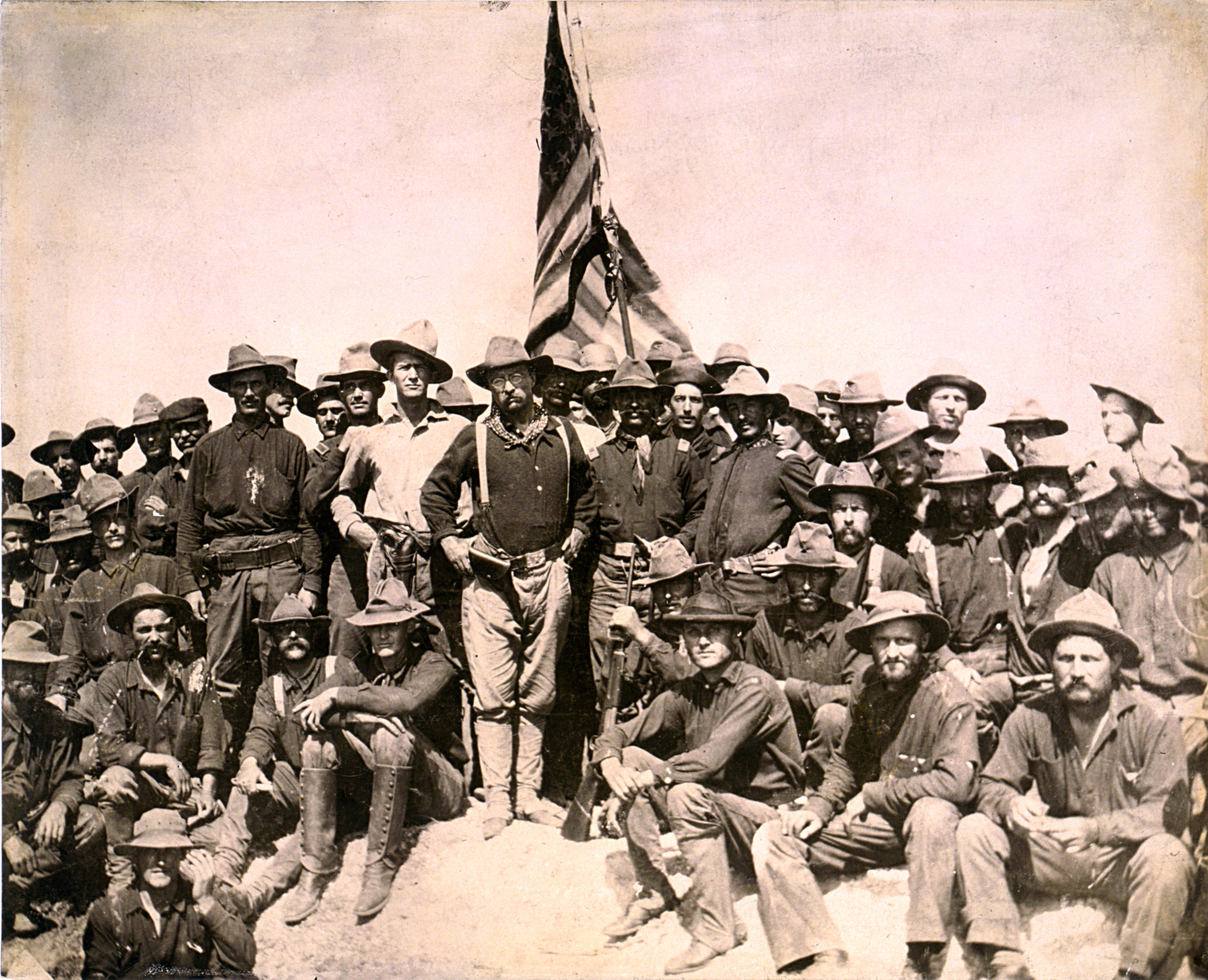
“Colonel Roosevelt et les Rough Riders.

Cuba a été occupée par les troupes américaines le 17 juillet 1898. Au traité de Paris (1898), l'Espagne a renoncé à sa souveraineté sur Cuba. L'île a créé son propre gouvernement civil, qui a été reconnu par les États-Unis comme le gouvernement légal de Cuba lors de l'annonce de la résiliation du gouvernement militaire des États-Unis (USMG) le 20 mai 1902. C'est le jour de l'indépendance pour la république de Cuba.

## Coup d'État de 1952

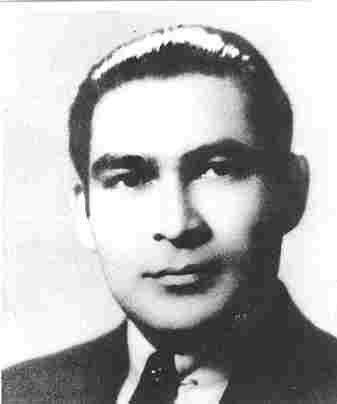
Fulgencio Batista.

Fulgencio Batista a déposé le président Carlos Prío Socarrás par un coup d'État le 10 mars 1952. La population cubaine était surprise mais, se rappelant du carnage des années 1930, elle était peu disposée à combattre. Batista s'est fait proclamer président avant que des élections aient été organisées. Il fut soutenu particulièrement par les banquiers et par le dirigeant de la principale confédération du travail.

## La révolution cubaine

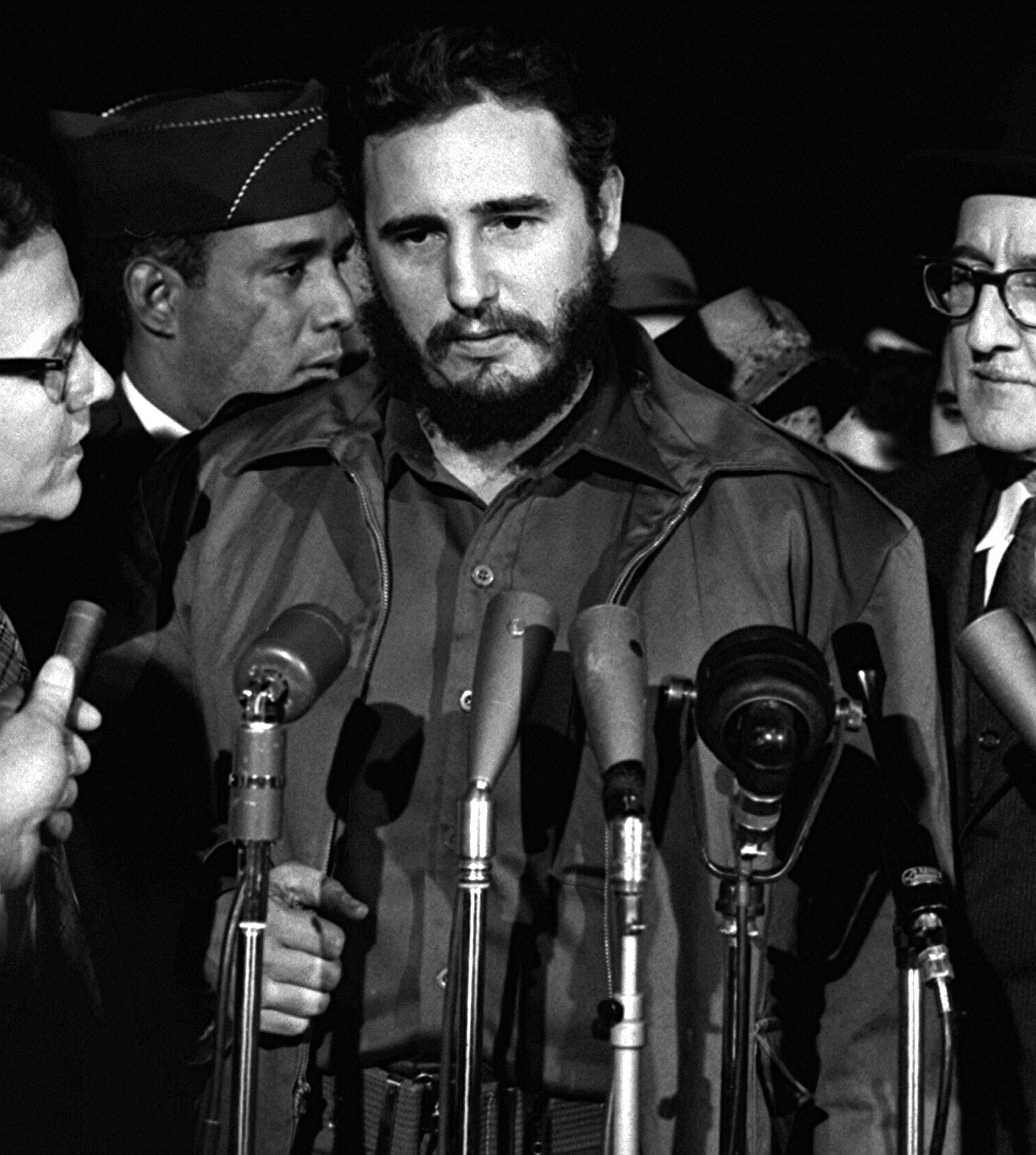
Fidel Castro.

La révolution cubaine était un changement important qui a eu comme conséquence le renversement du gouvernement de Fulgencio Batista le 1er janvier 1959 par Fidel Castro. La révolution a commencé le 26 juillet 1953, quand un groupe de guérilleros armés a attaqué la caserne de Moncada.
De 1956 à 1958, Castro et ses forces ont effectué avec succès des attaques sur des garnisons de Batista dans les montagnes de la Sierra Maestra. Che Guevara et Raúl Castro (le frère de Fidel Castro) ont aidé à consolider le pouvoir politique par des exécutions de loyalistes de Batista et de rivaux potentiels de Castro. Les rebelles mal armés  ont harcelé les forces de Batista.
Le coup de grâce au gouvernement de Batista fut donné par la bataille de Yaguajay. Les forces de Castro ont capturé la ville de Santa Clara. Batista a fui le pays et Castro a pris le pouvoir.

## Le débarquement de la baie des Cochons

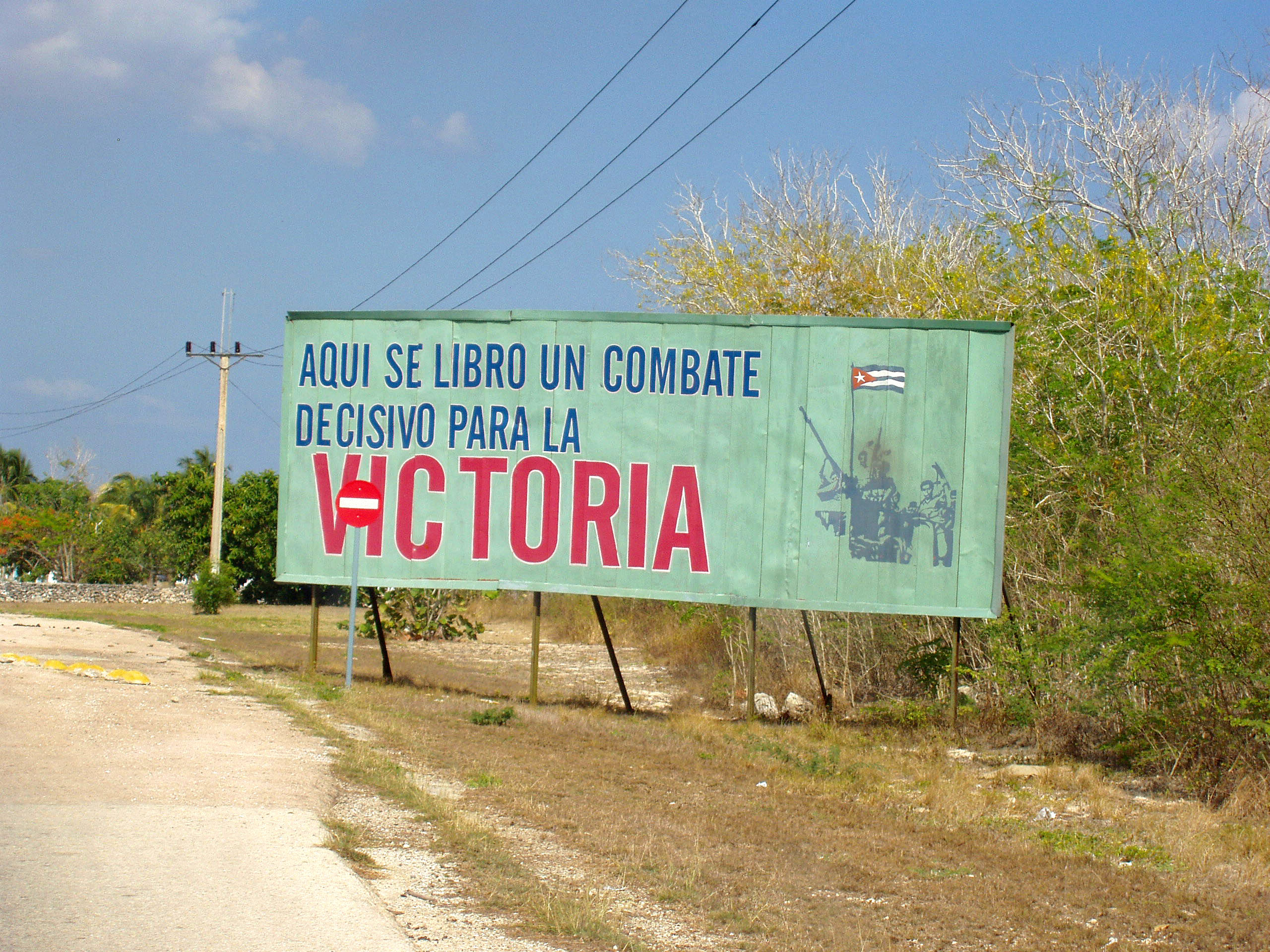
Panneau cubain disant "ici s'est livré un combat décisif pour la victoire".

Le débarquement de la baie des Cochons (La Batalla de Girón en espagnol, Bay of Pigs Invasion en anglais) fut une tentative d'exilés cubains appuyés par les forces armées du gouvernement des États-Unis pour renverser le gouvernement de Fidel Castro. Le débarquement a été effectué en avril 1961, soit moins de trois mois après l'investiture de John F. Kennedy à la présidence des États-Unis. Les forces armées cubaines, entrainées et équipées par des nations de Bloc de l'Est, défont les envahisseurs en trois jours. Les relations Américano-Cubaines ont encore été aggravées l'année suivante par la crise de Cuba.

## La crise des missiles de Cuba
La crise des missiles de Cuba fut un duel entre l'Union soviétique et les États-Unis à Cuba. Les missiles ont été en apparence placés pour protéger Cuba des attaques prévues par les États-Unis après le débarquement échoué de la baie des Cochons, et ont été acheminés par les Soviétiques en réponse au déploiement de missiles nucléaires américains en Turquie.
La crise a débuté quand la reconnaissance aérienne des États-Unis a repéré les installations soviétiques de missiles nucléaires sur l'île et dure quatorze jours jusqu'à un accord entre les Américains et les Soviétiques, si les installations soviétiques de Cuba étaient démantelées, les installations américaines en Turquie serait également démantelées.

## La crise congolaise

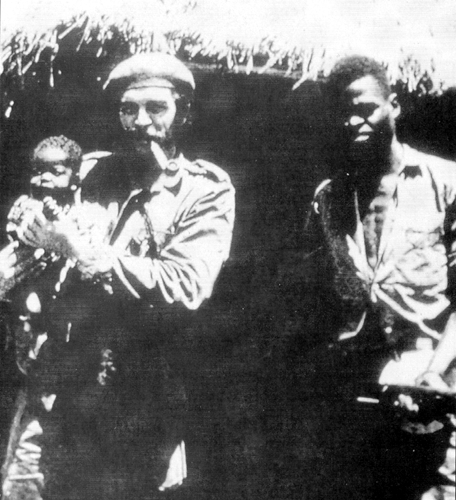
Che Guevara au Congo.

La crise congolaise (1960-1965) fut une période de troubles au Congo qui débuta par l'indépendance vis-à-vis de la Belgique et finit par la prise du pouvoir par Joseph Mobutu. Pendant la crise, une expédition cubaine dirigée par Che Guevara a formé les rebelles marxistes contre le gouvernement de Joseph Kasa-Vubu. Ce sera la première action militaire de Cuba outre-mer et en Afrique.

## Insurrection de la Bolivie
Dans les années 1960, l'Armée nationale de libération a lancé une insurrection communiste en Bolivie. Elle fut initiée par Cuba et dirigée par Che Guevara.
L'Armée nationale de libération a été défaite et Che Guevara a été capturé par la Bolivie aidée par la CIA. Les forces spéciales boliviennes connaissaient l'emplacement du campement de Guevara. Le 8 octobre 1967, le campement a été encerclé, Guevara a été capturé et fut exécuté par les forces boliviennes.

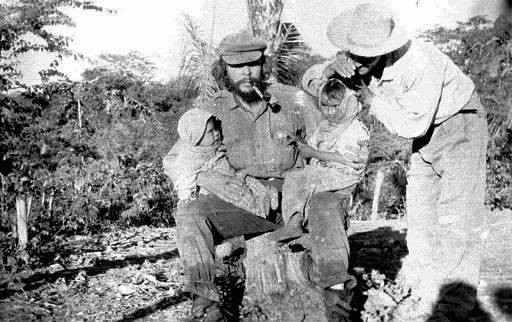
Che Guevara en Bolivie.

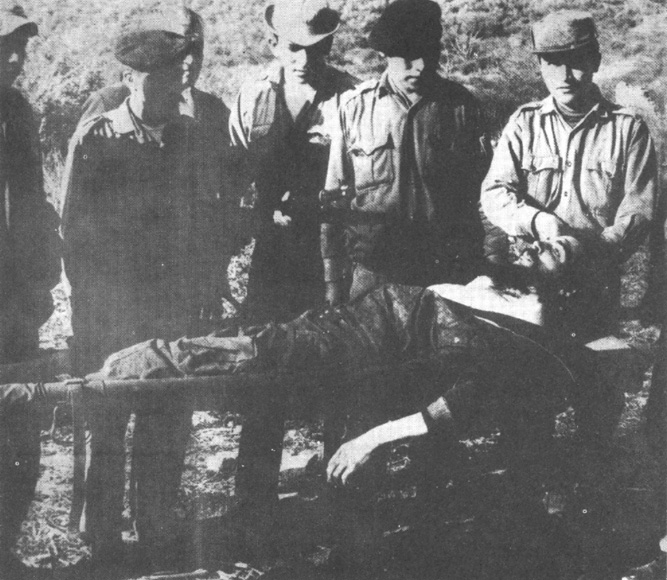
Cadavre du Che.

## La guerre du Kippour
La guerre du Kippour fut le quatrième conflit entre Israël et les états arabes voisins. Pendant le conflit, Cuba a soutenu financièrement et militairement les nations arabes. 1 500 soldats cubains, ainsi que plusieurs chars et avions ont été expédiés.

## La guerre de l'Ogaden
La guerre de l'Ogaden est un conflit entre la Somalie et l'Éthiopie entre 1977-1978. Le combat a éclaté dans la région d'Ogaden lorsque la Somalie essayait d'occuper le secteur. Le conflit a fini avec une victoire éthiopienne.
Quand l'URSS a commencé à soutenir le gouvernement d'Éthiopie, d'autres nations communistes ont suivi. Cuba a envoyé 15 000 hommes et des avions.

## Actions militaires cubaines en Angola (1961-2002)
De 1961 à 2002, Cuba a soutenu le Mouvement populaire de libération de l'Angola (MPLA). Grâce à ce soutien, le MPLA est sorti victorieux.

### Guerre d'indépendance angolaise
La guerre d'indépendance angolaise est une lutte pour le pouvoir en Angola entre les mouvements de guérilla et l'autorité coloniale portugaise. Cuba a fourni les rebelles du MPLA en armes et en soldats. Les militaires cubains combattirent au côté du MPLA dans les batailles importantes.

### Guerre de la frontière de l'Afrique du Sud
La guerre de la frontière de l'Afrique du Sud est un conflit qui a eu lieu dans le sud-ouest Africain entre l'Afrique du Sud sous l'Apartheid et l'Union nationale pour l'indépendance totale de l'Angola (UNITA) contre le SWAPO, Cuba a envoyé des soldats pour aider le SWAPO et d'autres groupes marxistes dans la région. L'armée cubaine a eu une participation importante dans les batailles les plus importantes dont la Bataille de Cuito Cuanavale.

### Guerre civile angolaise
La guerre civile angolaise a duré 27 ans et dévasté l'Angola à partir de la fin de la domination coloniale portugaise en 1974. Le conflit opposait le MPLA à l'UNITA et au FNLA. Le MPLA était aidé par Cuba, tandis que l'UNITA et FNLA étaient soutenus par l'Afrique du Sud. Ce conflit, devenu le plus long d'Afrique, se termina en 2002 par la victoire du MPLA.

## Guerre civile salvadorienne
La guerre civile salvadorienne a opposé le gouvernement du Salvador contre divers rebelles de gauche. Cuba a fourni les rebelles en armes et a envoyé des troupes et des conseillers.

## Guerre civile nicaraguayenne
Pendant la guerre civile nicaraguayenne, Cuba a soutenu le gouvernement sandiniste de Daniel Ortega. Le gouvernement des sandinistes combattait les Contras soutenus par les Américains. Le conflit a fini avec les élections présidentielles de 1990 à l'issue desquelles Ortega a perdu face à Violeta Barrios de Chamorro.